# Euxoa kotzschi
Euxoa kotzschi là một loài bướm đêm trong họ Noctuidae.